# NCIS: New Orleans
NCIS: New Orleans (Naval Criminal  Investigative Service: New Orleans) este un serial american de dramă care combină elemente militare și proceduri ale poliției. Episoadele pilot au apărut în sezonul 11 NCIS: Anchetă militară în episoadele 18 (Crescent City Part 1) și 19 (Crescent City Part 2). În Statele Unite va avea premiera pe 23 septembrie 2014. 
Scenariul este scris de Gary Glasberg iar producătorii sunt: Gary Glasberg, Mark Harmon (Gibbs din NCIS: Ancheta Militară) și Jeffrey Lieber.  Serialul este filmat în New Orleans. 

## Personaje

### Principale
- Scott Bakula ca Dwayne Cassius Pride
- Lucas Black ca Christopher Lasalle
- Zoe McLellan ca Meredith "Merri" Brody
- C. C. H. Pounder ca Dr. Loretta Wade
- Rob Kerkovich ca Sebastian Voll, asistent de laborator[4]

### Secundare
- Paige Turco ca Linda Pride